# Копать Володимир Миколайович
Володимир Миколайович Копать (біл. Уладзімір Мікалаевіч Копаць; народився 23 квітня 1971 у м. Мінську, СРСР) — білоруський хокеїст, лівий захисник. Заслужений майстер спорту Республіки Білорусь (2002). 
Виступав за «Динамо» (Мінськ), «Тівалі» (Мінськ), «Авангард» (Омськ), «Торпедо» (Ярославль), «Сєвєрсталь» (Череповець), СКА (Санкт-Петербург), «Нафтохімік» (Нижньокамськ), «Крила Рад» (Москва), «Керамін» (Мінськ), «Юність» (Мінськ), ХК «Гомель».
У складі національної збірної Білорусі провів 122 матчі (10 голів, 26 передач), учасник зимових Олімпійських ігор 2002, учасник кваліфікаційного турніру до зимових Олімпійських ігор 2002; учасник чемпіонатів світу 1994 (група C), 1995 (група C), 1996 (група B), 1999, 2000, 2001, 2002 (дивізіон I), 2003, 2005 і 2006.
Чемпіон СРСР серед юніорів (1990). Бронзовий призер Спартакіади народів СРСР (1990). Бронзовий призер МХЛ (1996). 
Чемпіон Росії (1997), бронзовий призер (1998, 2001). Чемпіон СЄХЛ (2004). Володар Континентального кубка (2007). Чемпіон Білорусі (1993, 1994, 1995, 2005, 2006). Володар Кубка Білорусі (2004).